# Japanische Fußballnationalmannschaft (U-18-Junioren)
Die japanische U-18-Fußballnationalmannschaft wird von der Japan Football Association organisiert und vertritt Japan als Auswahlmannschaft in der U-18-Altersklasse. Spielberechtigt sind Spieler, die ihr 18. Lebensjahr noch nicht vollendet haben und die japanische Staatsbürgerschaft besitzen, bei Einladungsturnieren kann hiervon gegebenenfalls abgewichen werden. 
Derzeit werden in dieser Altersklasse keine offiziellen Turniere seitens FIFA oder AFC organisiert, daher stehen Freundschaftsspiele, ggf. auch im Rahmen von Einladungsturnieren, und die Sichtung von Nachwuchstalenten im Vordergrund.